# International Journal of Greek Love
International Journal of Greek Love foi uma revista acadêmica estadunidense editada entre janeiro de 1965 e novembro de 1966 pelo numismático Walter Breen (sob o pseudónimo J. Z. Eglinton), dedicada aos estudos literários, históricos, sociológicos, psicológicos e outros relacionados com o fenômeno do "amor grego", definido como "o amor entre homens e adolescentes". Apesar da sua fugacidade e circulação reduzida, a publicação, que foi uma tentativa pioneira de publicar uma revista científica dedicada ao estudo da pederastia, teve uma influência considerável entre os academistas homossexuais e abriu caminho a outras importantes publicações ativistas ou acadêmicas sobre o assunto.[carece de fontes?]
O artigo de Jonathan Drake sobre a prostituição em Turquia continua sendo uma das fontes mais citadas sobre a homossexualidade naquele país.[carece de fontes?] O artigo de Hammond sobre o Paidikion, um manuscrito anônimo de 570 páginas de tema pederástico escrito por Kenneth Searight, criador da língua auxiliar sona, em torno do ano 1917, e o estudo de Marion Z. Bradley sobre o "amor grego" feminino na literatura moderna, são outras colaborações que serviram para o debate.